# Polska Filharmonia Kameralna Sopot
Polska Filharmonia Kameralna Sopot – orkiestra smyczkowa, która występuje także w składzie powiększonym o grupę instrumentów dętych. Jest instytucją kultury Miasta Sopot oraz Samorządu Województwa Pomorskiego.

## Historia
Powstała w lutym 1982 roku jako 19-osobowa orkiestra smyczkowa, w skład, której weszli młodzi, utalentowani i pełni entuzjazmu muzycy. Jej założycielem był Wojciech Rajski. Zadebiutowali oficjalnie w czerwcu, tego samego roku pod nazwą Orkiestra Kameralna Wojciecha Rajskiego, w Teatrze Muzycznym w Gdyni, a już za kilka dni otwierali koncertem festiwal Schleissheimer Sommer w Monachium i 37. Festiwal Sommerliche Musiktage Hitzacker.
Młody zespół od początku swojej kariery zachwycał publiczność i krytyków. Zapraszany uczestniczył we wszystkich niemieckich festiwalach i wystąpił w najważniejszych salach koncertowych m.in. Filharmonii Berlińskiej, sali Gasteig w Monachium, Gewandhaus w Lipsku, Musikhalle w Hamburgu, Sali Pleyela oraz w Cité de La Musique w Paryżu, Musikverein w Wiedniu oraz Concertgebouw w Amsterdamie.
Pod koniec lat osiemdziesiątych zespół dawał prawie 100 koncertów rocznie, głównie w Niemczech, ale również we Francji, Austrii, Szwajcarii, Hiszpanii, Belgii, Holandii, Szwecji, Danii, Luksemburgu, Anglii i w innych krajach. W 1987 roku orkiestra odbyła tournée po Stanach Zjednoczonych, grając 33 koncerty m.in. w J.F. Kennedy Center w Waszyngtonie i Metropolitan Museum w Nowym Jorku. Ponownie orkiestra odwiedziła Stany Zjednoczone w 1999 roku. Zespół gościł również w dalekiej Azji – w 1990 roku, w Chinach i w 1997 roku w Japonii.
Występowali z najwybitniejszymi solistami o światowej sławie, wśród których byli m.in. – Mstisław Rostropowicz, Boris Piergamienszczikow, Natalija Gutman, Irene Grafenauer, Sabine i Wolfgang Meyer, Guy Touvron, Misha Maisky, Raphaël Oleg, Gil Shaham, David Geringas, Gary Karr, czy Ivo Pogorelić. Z orkiestrą stale występują zarówno w kraju jak i za granicą czołowi polscy soliści.
Wiele razy gościli na Festiwalu Muzycznym w Łańcucie i wielokrotnie występowali w Filharmonii Narodowej w Warszawie. Występują na renomowanych festiwalach europejskich, m.in. na Schleswig-Holstein Musik Festival, Mecklenburg-Vorpommern, Rheingau Festival, Praska Wiosna, Weilburger Schlosskonzerte, Festival van Vlaanderen, La Chaise-Dieu.
W 2007 roku Polska Filharmonia Kameralna Sopot obchodziła jubileusz 25-lecia. Podczas cyklu koncertów zorganizowanych z tej okazji zespół wystąpił m.in. z wiolonczelistą Davidem Geringasem, pianistą Ivo Pogoreliciem oraz dyrygentami Janem Krenzem i Krzysztofem Pendereckim.
W 2012 roku gościem specjalnym koncertu jubileuszowego (z okazji 30. lecia Polskiej Filharmonii Kameralnej Sopot oraz 80. urodzin Wojciecha Kilara), inaugurującego Festiwal Sopot Classic 2012 była Justyna Steczkowska.

## Skład
Dyrektorem artystycznym orkiestry jest Szymon Morus.  Założyciel zespołu Wojciech Rajski został dyrygentem honorowym.
W sezonie artystycznym 2014/2015 dyrygentem-rezydentem Polskiej Filharmonii Kameralnej Sopot był Ariel Ludwiczak.

### Muzycy
- I skrzypce
  - Anna Manicka – koncertmistrz
  - Anna Wieczerzak
  - Anna Biadasz-Dolińska
  - Bożena Budzich
  - Marta Westfalewicz
  - Dominik Urbanowicz

- II skrzypce
  - Tomasz Kaczor – prowadzący grupę
  - Arkadiusz Połetek
  - Jacek Koprowski
  - Grażyna Kasprzyk-Głaszcz
  - Anna Strojek

- Altówki
  - Aneta Szybowicz – prowadząca grupę
  - Karol Jurewicz
  - Bogusław Fuks
  - Marta Szyryńska-Krot

- Wiolonczele i Kontrabas
  - Alicja Leoniuk-Kit – prowadząca grupę
  - Grażyna Michalec
  - Jakub Grzelachowski
  - Sebastian Wyszyński

## Nagrania
Orkiestra zrealizowała ponad 60 płyt analogowych i CD dla wielu wytwórni fonograficznych. Pierwsze nagrania zostały zarejestrowane na analogowych płytach długogrających i pochodzą z 1983 roku wykonane dla Wifonu i Thorofonu. Od 1986 roku orkiestra współpracuje m.in. z wytwórniami EMI, Midas, Thorofon, Claves, Sonomaster, Opus, Mediaphon, Wifon, DUX.

### Płyty analogowe
- 1984: Joseph Haydn, Wifon
- 1984: Piotr Czajkowski – Serenada C-dur Op. 48, Wifon
- 1985: Wolfgang Amadeus Mozart, Wifon
- 1988: Sinfonien der Vorklassik, Thorofon
- 1988: Wolfgang Amadeus Mozart, Thorofon
- 1988: Streicherserenaden, Thorofon
- 1990: Wolfgang Amadeus Mozart, Wifon
- 1990: Fryderyk Chopin, Wifon
- 1990: Fryderyk Chopin,  Wifon

### Płyty CD
- 1986: Joseph Haydn, Thorofon
- 1987: Karłowicz – Szostakowicz – Górecki, Midas
- 1987: Wolfgang Amadeus Mozart, Thorofon
- 1988: Aleksander Tcherepin, Thorofon
- 1988: Piotr Czajkowski, Thorofon
- 1988: Sinfonien der Vorklassik, Thorofon
- 1988: Chinesische Klavierkonzerte, Thorofon
- 1990: Wolfgang Amadeus Mozart, Wifon
- 1990: Fryderyk Chopin, Wizon & Chant du Monde
- 1990: Koncerty na obój i orkiestrę, Claves
- 1990: Wolfgang Amadeus Mozart, Wifon
- 1991: Johannes Brahms, EMI
- 1993: Richard Strauss, Sonomaster & Bayrische Rundfunk
- 1994: Saxophonie, Aleksander Głazunow, Melisma Musikproduktion Wiesbaden „Opus“
- 1994: Wolfgang Amadeus Mozart, Claves
- 1994: Wirtuozowska Muzyka Orkiestrowa, Intercord & C. F. Peters
- 1994: Fryderyk Chopin, Mediaphon
- 1994: Gioacchino Rossini, DUX
- 1996: Huhn Jagd Königin, Tacet
- 1995: Mozart, Haydn – Piano Concertos, Mediaphon
- 1996: Najpiękniejsze koncerty obojowe, Amati
- 1999: Mensajero Alado – Winged Messenger – Der Beflügelte Bote
- 1999: Jan Sebastian Bach – Pasja wg Świętego Mateusza, Arte Nova
- 2002: Columpios, Tacet
- 2003: ADAGIO, DUX
- 2003: The Tube Only: Violinv, Tacet
- 2004: The Tube Only: Night Music, Tacet
- 2004: Piotruś i Karnawał – opowieść starej sowy, Tacet
- 2006: Tacet’s Beethoven Symphonies, Tacet
- 2007: Tacet’s Beethoven Symphonies, Tacet
- 2008: Tacet’s Beethoven Symphonies, Tacet
- 2010: Tacet’s Beethoven Symphonies, Tacet
- 2011: Chopin, DUX
- 2012: Chopin, DUX
- 2012: Tranquillo, Allegro Records
- 2013: Mikołaj Górecki works for String orchestra, DUX
- 2014: Alexander Krichel Chopin:Hummel:Mozart, Sony Classical
- 2016: Mieczysław Wajnberg works for flute, Tacet
- 2016: THE SOUND OF CHRISTMAS, Universal Music Polska
- 2017: Decalogue / Dekalog
- 2017: Emigra – symfonia bez końca
- 2018: Piosenki warsa i szpilmana, Polskie Radio

W 2012 roku Polska Filharmonia Kameralna Sopot pod dyrekcją Wojciecha Rajskiego otrzymała nominację do Nagrody Muzycznej Fryderyka w kategorii "Album roku – muzyka symfoniczna i koncertująca" za płytę "Fryderyk Chopin – I Koncert fortepianowy e-moll op.11", wydaną przez firmę fonograficzną DUX.

## Siedziba
Dzięki staraniom władz Sopotu i Bałtyckiej Agencji Artystycznej BART, po 15 latach oczekiwań, Polska Filharmonia Kameralna doczekała się własnej siedziby w Sopocie, na terenie Opery Leśnej.